# 王冠寅
王冠寅（1986年9月9日—） ，生於天津，中國男子體操運動員。強項是雙槓。

## 比賽成績
- 2006年 仙桃全國體操冠軍賽總決賽雙槓冠軍
- 2007年 佛山全國體操冠軍賽暨2008年奧運選拔賽雙槓冠軍
- 2008年 青島全國體操冠軍賽雙槓冠軍
- 2008年 日本豐田杯雙槓冠軍
- 2009年 2009年全國體操錦標賽男子團體季軍、雙槓冠軍
- 2009年 第十一屆全國運動會雙槓亞軍
- 2009年 第四十一屆世界體操錦標賽雙槓冠軍
- 2009年 體操世界杯克羅地亞站雙槓季軍
- 2009年 體操世界杯德國斯圖加特站雙槓冠軍
- 2009年 日本豐田杯雙槓冠軍